# カンビュセス2世
カンビュセス2世（古代ペルシャ語: 𐎣𐎲𐎢𐎪𐎡𐎹  - Kɑmboujie -「カンブージエ」、古希: Καμβύσης、ペルシア語: کمبوجيه دوم 、英: Cambyses II, ? - 紀元前522年）は、アケメネス朝ペルシア第2代の王（在位紀元前529年頃 - 紀元前522年）。

## 略歴

### 出生
父キュロス2世と母カッサンダネの長子として生まれた。弟にスメルディス、妹にロクサーナとアトッサがいる。
キュロス2世が紀元前539年にバビロンを征服したとき、彼はすでに宗教的儀式を主催しており、キュロス2世のバビロニア人への布告が刻まれた円筒印章（キュロス・シリンダー）の中では、マルドゥクへの祈祷においてカンビュセス2世の名前が父キュロス2世の次に記されている。
キュロス2世の治世元年から書かれている粘土板において、カンビュセス2世はバビロン王と称されてはいるが、その権勢は長続きしなかったもののようである。

### 王位継承
紀元前530年、キュロス2世は最後の東方遠征を行なうにあたってカンビュセスに王位を授けた。当時作られた数多くの粘土板が、この王位継承とカンビュセスの治世元年、すなわちカンビュセスが「諸国の王」（つまり世界の王）となった年から書き起こされている。紀元前530年8月に父が死亡し、カンビュセスは単独の王となった。バビロニアの彼の統治期間を記録した粘土板は、治世第8年目にあたる紀元前522年3月で終わっている。ヘロドトスは彼の在位をキュロス2世の死から始まるものとしており、その期間は紀元前530年から紀元前523年の夏までの7年5か月としている。

### 妹との結婚
カンビュセス2世は、両親を同じくする妹である次女のロクサーナと結婚し、その後同じく同父母姉妹で長女のアトッサとも結婚した。この結婚は確証を持っていえる最古の王家によるフヴァエトヴァダタであったとされる。

### エジプトの征服

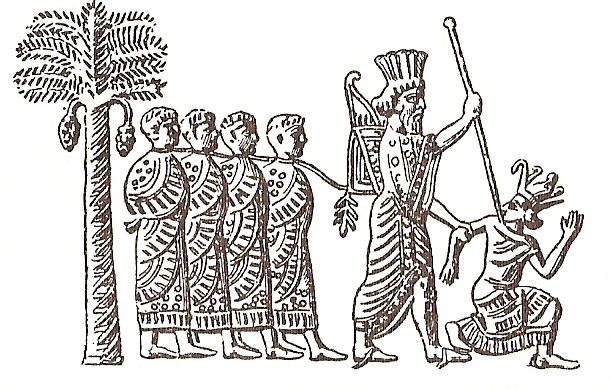
プサムテク3世を捕らえるカンビュセス。
（紀元前6世紀のペルシア印章より。）

キュロス2世が中東を制したのちに、カンビュセスがその地方に唯一残った独立国家であるエジプトの征服に乗り出さなければならないと考えるのは当然のことといえる。遠征に出る前にカンビュセスは自分の兄弟でありキュロスが東部地方の総督に任命したバルディア（スメルディス）を殺害している。ダレイオス1世はその日付を記録しているが、ギリシアの著述家たちはこの殺害をエジプト征服後のこととしている。戦争は紀元前525年にはじまったが、このときエジプト第26王朝ではプサムテク3世がアマシス2世から王位を継いだばかりであった。カンビュセスはアラビアの族長たちと同盟を結んで駐屯地に大量の水を届けさせることで、砂漠を通っての進軍に備えた。一方アマシス王はギリシアとの同盟関係を保てば、ペルシアの攻撃にも耐えられるとの希望的観測を抱いていた。
しかし、キュプロスの町と大艦隊を所有していたサモスの僭主ポリュクラテスがペルシア側につき、さらにギリシア軍の指揮官であるハリカルナッソスのファネスが裏切ったため、アマシスの期待は外れることとなった。エジプト東端のペルシウムを舞台に戦われたペルシウムの戦いにおいてエジプト軍は壊滅し、その後まもなくメンフィスは陥落した。捕らえられた王プサムテク3世は反乱を試みたが処刑された。エジプトの碑文によれば、カンビュセスは公的にファラオの称号や衣裳を纏うことにしたとのことである。

### エジプト南西部征服の試み
エジプトに続き、カンビュセスはクシュ（ナパタおよびメロエに栄えた王国、現在のスーダンに位置した）の征服を試みた。しかし、カンビュセスの軍隊は砂漠を横断することができず、深刻な敗北を喫して帰還を余儀なくされた。ナパタの碑文（ベルリン博物館所蔵）では、ヌビアの王ナスタセンがケンバスデン（すなわちカンビュセス2世）の軍を打ち破り、その軍船すべてを奪取したと語られている。スィーワ・オアシスへの再度の遠征もまた失敗に終わり、カルタゴ攻略計画もフェニキア人が自分たちの親族に対する軍事作戦を拒否したために頓挫した。

### カンビュセス2世の死
一方ペルシアでは、カンビュセス2世の兄弟スメルディス（バルディア）が謀反を起こしてアジア全域で王としての承認を受けていた。しかし、まもなくスメルディスはダレイオス1世に殺害され、ダレイオスは自身が王位継承権を主張した。ダレイオスによれば、謀反人は実は本物のスメルディスではなくガウマタという名のマギであり、本物のスメルディスは3年ほど前に殺害されていたとのことである。
カンビュセスはこの反乱を鎮圧するため進軍を試みたが、成功する可能性がほとんどないことを自覚するに及び、自らの手による死を選んだ（紀元前522年3月）。これは当時カンビュセスの槍持ちであったダレイオスによる記述であり、カンビュセスの死は事故によるものであったとするヘロドトスやクテーシアスによる伝承よりも広く受け入れられている。ただし、実はダレイオス本人が帝位に就くための下準備としてカンビュセスを暗殺したのではないかという推測もされてはいる。ヘロドトス（第3巻64）によれば、カンビュセスはシリアのエクバタナ（現在のイランハマダーン州）で没した。フラウィウス・ヨセフスはダマスカス、クテーシアスはバビロンとしているが、いずれも事実である可能性はない。
カンビュセスはパサルガダエに埋葬され、2006年にその墓所の遺跡が発見された。

## 伝承
ギリシャ人によって記されたカンビュセス2世に関する伝承には、2系統の資料がある。1つはエジプト人によるもので、ヘロドトスの記述の大部分はこれを出典としている。ここでカンビュセスはキュロス2世とアプリエスの娘ニテティス（英: Nitetis）のあいだに生まれた嫡子とされ、のちにニテティスが殺害されたときには簒奪者アマシス2世（イアフメス2世とも）の後継者にその復讐をしたとされている。しかし、この伝承はペルシア人によるもう1系統の資料で修正されている。
カンビュセスはアマシス2世の娘との結婚を望んだが、アマシスは自分の娘の代わりにアプリエスの娘を送り、この娘がカンビュセスに戦争を勧めたのだという。カンビュセス2世は聖牛アピスを殺すという大罪を犯したために狂気に陥る神罰を受け、兄弟や姉妹を殺す罪を重ねた。そしてついには帝国を失い、そして聖牛を殺したのと同じ場所で、腰の傷が原因で自らの命も失ったとされる。この伝承にはギリシャの傭兵に伝わるいくつかの物語、特にエジプトを裏切ってペルシアに売り渡した指導者ハリカルナッソスのファネスについての物語が混ぜられている。ペルシア人の伝承では、カンビュセス2世の犯した罪は兄弟の殺害とされ、その後酒に溺れてさらに多くの罪を犯し、急速に堕落していったと伝えられる。
こうした伝承はヘロドトスのほか、後世の記録でありながらもカンビュセスの家庭事情について信頼できる情報を伝えるクニドスのクテシアスによる『ペルシア誌』の断片集などに見られる。バビロニア時代の粘土板やいくつかのエジプトの碑文を除くと、カンビュセス2世の治世に関する同時代の証言はベヒストゥン碑文に記されたダレイオス1世の短い記述しか残されていない。これらの資料のみからカンビュセス2世の正確な人物像を描くことは不可能であるが、彼が放縦な暴君であったということや、酒に溺れてしばしば残虐な振る舞いをしたということが推測される。

## カンビュセス2世の失われた軍隊
ヘロドトスによれば、カンビュセスはスィーワ・オアシスにあるアメン神の神託所を攻め落とすために軍隊を派遣した。50,000人の軍勢が砂漠を横断している途中、巨大な砂嵐が巻き起こって全員を砂に沈めたという。たいていのエジプト学者はこの物語を神話だとみなしているが、多くの人々が長年にわたってその兵士たちの亡骸を捜し求めた。ラズロ・アルマシー伯爵（小説『イギリス人の患者』のモデル）や地質学者トム・ブラウンなどもそこに含まれる。近年の石油採掘によって遺物が発見されたのではないかと考えている人々もいる。
ポール・サスマンによる2002年の小説 "The Lost Army Of Cambyses" (ISBN 978-0-593-04876-4) は、このカンビュセス2世の軍隊の遺物をめぐって競い合う探検隊たちの物語である。

## フィクションに描かれたカンビュセス2世
トマス・パターソンによる戯曲 "King Cambyses, a lamentable Tragedy, mixed ful of pleasant mirth" はおそらく1560年代に書かれたものである。またエルカーナ・セトルによる悲劇 "Cambyses, King of Persia" が1667年に制作されている。
藤子・F・不二雄は、クシュ遠征（作中ではエチオピア遠征）から始まるSF短編漫画『カンビュセスの籤』を著している。